# 费利斯堡
费利斯堡是巴西米纳斯吉拉斯州的一个市镇。总面积593.962平方公里，总人口6687人，人口密度11.3人/平方公里。